# زدفينسك (نوفوسيبيرسك)
زدفينسك (بالروسية: Здвинск) هي مدينة في مقاطعة نوفوسيبيرسك أوبلاست في روسيا.
يبلغ عدد سكانها حوالي 5486 نسمة.

## أعلام
- ألكسندر ستوليارينكو